# Republikeinse Partij van Armenië
De Republikeinse Partij van Armenië (RPA; Armeens: Հայաստանի Հանրապետական Կուսակցություն, ՀՀԿ Hayastani Hanrapetakan Kusakc’ut’yun, HHK) is een nationaal-conservatieve partij in Armenië.
Het was na de onafhankelijkheid van Armenië de eerste partij die opgericht en geregistreerd werd, op respectievelijk 2 april 1990 en 14 mei 1991. De partij domineerde de rechterzijde in de Armeense politiek en beweerde in 2008 140.000 leden te hebben. De partij was lange tijd de grote machthebber en bekleedde de meeste verkozen ambten in Armenië. In 2018 verloor de partij haar macht als gevolg van de fluwelen revolutie.

## Verkiezingsresultaten

### Parlementsverkiezingen
| Verkiezing | Stemmen | %    | Zetels   | +/–     | Plaats | Regering |
| ---------- | ------- | ---- | -------- | ------- | ------ | -------- |
| 1995a      | 329.000 | 43,9 | 88 / 190 | Stabiel | 1e     | Ja       |
| 1999b      | 448.133 | 41,3 | 62 / 131 | 26      | 1e     | Ja       |
| 2003       | 278.712 | 23,7 | 33 / 131 | 29      | 1e     | Ja       |
| 2007       | 458.250 | 33,9 | 64 / 131 | 31      | 1e     | Ja       |
| 2012       | 664.440 | 44,0 | 69 / 131 | 5       | 1e     | Ja       |
| 2017       | 771.247 | 49,2 | 58 / 105 | 11      | 1e     | Ja       |
| 2018       | 59.059  | 4,7  | 0 / 132  | 6       | 4e     | Nee      |
| 2021c      | 66.650  | 5,2  | 4 / 107  | 4       | 3e     | Nee      |

a Als onderdeel van het blok Republikeins; b Als onderdeel van het blok Eenheid; c Als onderdeel van de alliantie "Ik heb eer".

### Presidentsverkiezingen
| Verkiezing | Kandidaat         | Stemmen       | %             | Plaats        |
| ---------- | ----------------- | ------------- | ------------- | ------------- |
| 1991       | Asjot Navasardjan |               | 0,16%         | 6             |
| 1996       | Geen deelname     | Geen deelname | Geen deelname | Geen deelname |
| 1998       | Geen deelname     | Geen deelname | Geen deelname | Geen deelname |
| 2003       | Robert Kotsjarjan | 1.044.591     | 67.45%        | 1             |
| 2008       | Serzj Sargsjan    | 862.369       | 52,82%        | 1             |
| 2013       | Serzj Sargsjan    | 861.160       | 58,64%        | 1             |